# Gérard d'Abbeville
Gérard d'Abbeville (1220-1272) fue un teólogo de la Universidad de París. Nombrado teólogo oficialmente en 1257, fue un oponente de las órdenes mendicantes, sobre todo durante la segunda fase del conflicto que afectó algunos de sus privilegios.
El su tratado Contra adversarium perfectionis christianae,  fechado alrededor de 1269, apoyó la tesis de Guillermo de Saint-Amour según el cual la pobreza de las órdenes mendicantes estaba en contradicción con la doctrina aristotélica de los medios correctos y, al hacerlo, socavó el primer fundamento de la obra pastoral.
Esta tesis provocó las respuestas de san Buenaventura (Apologia pauperum), de John Peckham (en el Tractatus pauperis) y de Tomás de Aquino (De Perfectione Vitae Spiritualis contra Doctrinam Retrahentium a Religione, en el 1270).
Con respecto a la teología trinitaria, Gerard se acercó más a la emergente tesis franciscana. Con Santo Tomás de Aquino compartió el uso del género literario del quodlibet, adoptando una variedad de estos últimos y de sermones en sus discusiones.
Gérard  donó una colección de 300 volúmenes y manuscriptos a la Biblioteca de la Sorbona, parte de la heredada de Richard de Fournival.